# Pop on Top
Pop on Top is een muziekfestival dat jaarlijks wordt gehouden op de top van de Cauberg in het kuurpark van Valkenburg in Nederlands Limburg. Het festival vond voor het eerst plaats in 2011 en wordt doorgaans georganiseerd eind mei of begin juni. Aanvankelijk telde het festival één dag en vanaf 2017 twee dagen. In 2014 werd ook al een editie van twee dagen gehouden. In 2023 trok het festival 14.000 bezoekers. In 2020 en 2021 werd vanwege de coronapandemie geen festival georganiseerd.

## Edities

### 2011
21 mei
- Racoon, Alain Clark, Guus Meeuwis, Janse Bagge Bend

### 2012
19 mei
- Golden Earring, De Dijk, Gers Pardoel, Roel van Velzen, Janse Bagge Bend

### 2013
1 juni
- Racoon, Kane, Waylon, Leona Philippo, Nielson, Memphis Maniacs

### 2014
24-25 mei
- Miss Montreal, Will and the People, Memphis Maniacs, Niels Geusebroek, WW Band

### 2015
30 mei
- Racoon, Guus Meeuwis, Chef'Special, Kraantje Pappie, Mr. Polska, De Kraaien, The Partysquad

### 2016
28 mei
- Di-Rect, Rowwen Hèze, Fresku, Memphis Maniacs, Ronnie Flex, Mental Theo, Toontje Lager

### 2017
26-27 mei
- Miss Montreal, Racoon, Waylon, Doe Maar, Caro Emerald, Diggy Dex, The Partysquad

### 2018
2-3 juni
- Kensington, Di-Rect, Danny Vera, Rowwen Hèze, André Hazes jr., Wulf, Rondé, Les Truttes, The Dirty Daddies

### 2019
25-26 mei
- Kaiser Chiefs, BLØF, Navarone, Nick & Simon, Nielson, Diggy Dex, Memphis Maniacs, Les Truttes, Peter Beense, Charly Lownoise & Mental Theo, John de Bever, Lucas & Steve

### 2022
27 mei
- Within Temptation, Lex Uiting, Flemming, Snollebollekes[4], John Tana, Tim Akkerman, The Dirty Daddies, Frans Theunisz

28 mei
- Kraantje Pappie, Les Truttes, Davina Michelle, Rondé, Suzan & Freek, The Kik, Wir Sind Spitze, Erwin

### 2023
19 mei
- Nena, Son Mieux, Les Truttes, Meau, Claude, Peter Beense, Frans Theunisz, Big Benny

20 mei
- Danny Vera, Maan, Froukje, Frans Pollux, Wir Sind Spitze, Ziesjoem, Beppie Kraft, John Tana

### 2024
18 mei
- Krezip, Clouseau, Lucas & Steve, Bläck Fööss, Pommelien Thijs, Ziesjoem, Bjorn & Mieke

19 mei
- Rowwen Hèze, Diggy Dex, Metejoor, The Dirty Daddies, Roxeanne Hazes, Big Benny

### 2025
30 mei - Rock on Top
- Wild Romance en tributebands van: AC/DC, Rammstein, Bon Jovi, Metallica, Twisted Sister, Creedence Clearwater Revival

31 mei - Pop on Top
- La Fuente, Trafassi, Donnie, Janse Bagge Bend, John Tana, Big Benny, Frans Theunisz, Queen tributeband